# 広運 (大理)
広運（こううん）は、中国後大理国の段正厳の時代に使用された元号。年代不詳 - 1147年 。